# Karl Forsström
Karl Teodor Forsström, född 7 februari 1850 i Förby i Finby i Finland, död 27 april 1912 därstädes, var en finländsk sjökapten, godsägare och entreprenör.
Karl Forsström påbörjade den industriella förädlingen av kalksten i Finland med grundandet av Förby marmor- och kalkgruva 1882 på Storön i sin hemkommun Finby kommun. Han grundade också 1897 kalkbrytning i Tytyri gruva och kalkbränning i Lojo Kalkverk i Virkby. Det senare företaget drevs därefter av hans son Petter Forsström i 65 år till 1962.
Han var gift med Olivia Forsström. Paret hade sex barn, däribland ingenjören Fredrik Forsström (1874–1947) och bryggmästaren Petter Forsström.